# Виљано (Л'Аквила)
Виљано (итал. Vigliano) је насеље у Италији у округу Л'Аквила, региону Абруцо.
Према процени из 2011. у насељу је живело 121 становника. Насеље се налази на надморској висини од 933 м.